# Kasteel van Walfergem

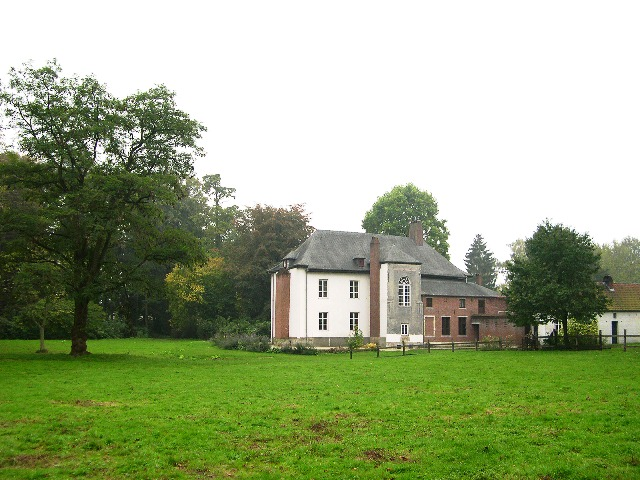
Kasteel van Walfergem

Het Kasteel van Walfergem is een kasteel in de tot de Vlaams-Brabantse gemeente Asse behorende plaats Walfergem, gelegen aan Wolfrot 22.

## Geschiedenis
Aanvankelijk lag op het perceel het Hof te Huseghem, een omgrachte pachthoeve waarvan reeds in de 15e eeuw sprake was. In 1654 werd het verkocht aan Arnout 't Kint en diens kleinzoon, Steven 't Kint, breidde vanaf 1699 het goed uit en liet er omstreeks 1710 een speelhuys (buitenverblijf) bouwen. In 1729 werd de middentravee omgevormd tot een ingangsrisaliet.
In 1765 kwam het goed aan Jacques t'Kint die wijnhandelaar was, de tuin liet verfraaien, maar in 1774 failliet ging. In 1775 werd het openbaar verkocht waarbij het omschreven werd als: een schoon kasteel of te speelgoedt met sijne capelle, met schoone stallingen ende groote schuere, hebbende twee verscheyde plaetsen ofte bas secours met twee uyttreden, hovingen, broeybacken, latwerck, wallen, fonteynen ende alle andere ap- ende dependentiën. Na een aantal eigenaren kwam het in 1820 weer in handen van de familie 't Kint omdat het aangekocht werd door Jacques-Dominique t'Kint, een invloedrijk jurist. Hij ging handelen in kant en kocht tal van gronden aan, waarbij het kasteel van Walfergem slechts van minder belang was. Dit werd verhuurd.
In 1831 trok dochter Marie-Louise t'Kint, gehuwd met Laurent-Joseph Delvaux, in het kasteel. Laurent-Joseph was onder meer vrijmetselaar en betrokken bij de oprichting van de Generale Maatschappij van België. Marie-Louise stierf in 1836 en Laurent-Joseph in 1861, waarna het goed aan diens zoon Louis Delvaux kwam. Deze liet de formele tuin tot landschapstuin omvormen. Een aantal renteniers volgden op als eigenaar van het goed, namelijk Hubert Delvaux en Louis Delvaux, kleinzoon van de vorige Louis. Louis jr. stierf in 1957.
Het goed omvat ongeveer 15 ha. Het bezit enkele merkwaardige bomen.